# Orden de San Raimundo de Peñafort
La Orden de la Cruz de San Raimundo de Peñafort es una condecoración civil española que premia relevantes méritos contraídos por cuantos intervienen en la Administración de Justicia, el cultivo y aplicación del estudio del derecho en todas sus ramas o los servicios prestados en actividades jurídicas dependientes del Ministerio de Justicia. Fue instaurada por Decreto de 23 de enero de 1944.
En virtud de la autorización contenida en el artículo sexto del Decreto referido, se han ido dictando disposiciones que desarrollan y complementan las normas que se establecieron para la concesión de la condecoración mencionada, y con el fin de evitar la dificultad y confusión en las citas y conseguir la unificación de la disposición normativa propuesta del ministro de Justicia.

## Junta de Gobierno
La Junta de Gobierno es la encargada de informar de las propuestas de concesión de las condecoraciones de la Orden. Está compuesta por las siguientes personalidades: 
- Presidente: El ministro de Justicia.
- Vicepresidente: El subsecretario del Ministerio de Justicia.
- Secretario: Un miembro del Cuerpo de Abogados del Estado.
- El arzobispo de Toledo o prelado en quien delegue.
- El presidente del Tribunal Supremo.
- El fiscal general del Estado.
- El director general de Seguridad Jurídica y Fe Pública.
- Un representante de la Real Academia de Jurisprudencia y Legislación, designado por su Consejo.
- El presidente del Consejo General de la Abogacía.

## Grados de la Orden

### Cruces de la Orden
Premian los relevantes méritos contraídos por cuantos intervienen en la Administración de Justicia y en su cultivo y aplicación del estudio del Derecho en todas sus ramas. Sus categorías son: 
- Cruz Meritísima, con rango y preeminencias de Gran Cruz. Lleva anejo el tratamiento de Excelencia.
- Cruz de Honor. Asemejada a la categoría de Encomienda con Placa o Encomienda de Número. Lleva anejo el tratamiento de Ilustrísima.
- Cruz Distinguida de Primera Clase. Asemejada a la categoría de Encomienda Ordinaria o Comendador. Lleva anexo el tratamiento de Señoría.
- Cruz Distinguida de Segunda Clase. Asemejada a la categoría de Oficial. Lleva anexo el tratamiento de Señoría.
- Cruz Sencilla. Asemejada a la categoría de Caballero. Lleva anexo el tratamiento de Señoría.

### Medalla del mérito a la Justicia
Premia los servicios prestados sin nota desfavorable en las actividades jurídicas dependientes del Ministerio de Justicia. Por su especial finalidad, su concesión y su uso son compatibles con el otorgamiento de las cruces de la Orden. Sus categorías son:
- Medalla de Oro del Mérito a la Justicia.
- Medalla de Plata del Mérito a la Justicia.
- Medalla de Bronce del Mérito a la Justicia.

## Miembros de la orden
- Anexo: Personas condecoradas con la gran cruz de la Orden de San Raimundo de Peñafort

## Desposesión de distinciones
El agraciado con cualesquiera de las categorías que haya sido sentenciado por la comisión de un delito doloso o pública y notoriamente haya incurrido en actos contrario a las razones determinantes de la concesión de la distinción podrá, en virtud de expediente iniciado de oficio o por denuncia motivada, y con intervención del Fiscal de la Real Orden, ser desposeído del título correspondiente a la distinción concedida, decisión que corresponde a quien la otorgó.